# Орєхова Інга Сергіївна
Інга Сергіївна Орєхова (нар. 10 листопада 1989, Севастополь) — українська професійна баскетболістка, останнім часом виступала за клуб Жіночої національної баскетбольної асоціації «Коннектикут Сан».

## Біографія
Народилась 10 листопада 1989 року у Севастополі в родині відомих українських баскетболістів Сергія та Світлани Орєхових. Батько, Сергій Орєхов — колишній баскетболіст команди «Будівельник» (Київ), у складі якої був чемпіоном СРСР (1989), гравець збірної України. З 1992 грав у Австрії за баскетбольний клуб «Санкт-Пельтен», у складі якого був семиразовим чемпіоном Австрії. Мати, Світлана Орєхова, гравець баскетбольного клубу «Динамо (Київ)» та «Клостернбург» (Австрія). Чемпіонка СРСР (1991) та СНД (1992) у складі «Динамо (Київ)», триразова чемпіонка Австрії у складі клубу «Клостернбург». Дитинство Інга Орєхова провела в Австрії, куди переїхала разом з батьками, грала в дитячій баскетбольній лізі, виступала за дитячу збірну Австрії. Після переїзду 2007 року до США виступала за середню школу в Сан-Дієго. Згодом вона провела два роки в коледжі Оклахоми а пізніше за Південно-Флоридський університет. У складі останнього вона у своєму випускному сезоні набрала 1000 очок, ставши 20-м гравцем університету, якому підкорився цей рубіж. Вона також в сезоні змогла реалізувати 65 із 73 кидків з гри (89 % попадань), встановивши рекорд університету. 2 грудня 2013 року Орєхова перенесла операцію на меніску, але вже 14 грудня взяла участь в матчі проти команди «Оклахома Стейт». Одним з найбільш пам'ятних моментів в її університетській кар'єрі стали останні 30 секунд ігри другого раунду турніру NCAA проти Каліфорнії, коли вона набрала шість очок, а своїм влучним триочковим кидком за 0,7 до кінця матчу перевела гру в овертайм.
На драфті ВНБА 2014 року Інга Орєхова була обрана у другому раунді під 18 загальним номером клубом «Атланта Дрім». У команді вона провела лише дві гри і вже на початку липня «Дрім» відмовилися від її послуг.
У 2014—2015 році виступала у чемпіонаті Бельгії за БК «Бельфіус Намюр». 14 травня 2015 року підписала контракт з клубом «Коннектикут Сан» за який провела 4 гри. У 2015—2016 роках грала за турецький баскетбольний клуб Mersin BŞB.